# 有頂天
有頂天（うちょうてん、梵: Bhavāgra）は、仏教の世界観の1つであり、天上界における最高の天をいう。非想非非想天（ひそうひひそうてん、梵: Naivasaṃjñānasaṃjnayatana）、あるいは非想非非想処（ひそうひひそうしょ）とも言う。俗語の有頂天の用法についても後述する。
有（Bhava＝存在）の頂（agra）を意味している。下から欲界・色界・無色界の三界のうち、無色界の最高の処を指す。九次第定のひとつ。
『倶舎論』（くしゃろん）に於いて、三界の中で最上の場所である無色界の最高天、非想非非想天が、全ての世界の中で最上の場所にある（頂点に有る）ことから、有頂天と言う。非想非非想処天とは、この天に生じる者は、下地の如き麁想（そそう）なきを以て「非想」、または「非有想」といい、しかも、なお細想なきに非（あら）ざるを以て「非非想」、または「非無想」という。非有想なるが為に外道（仏教以外）は、この天処を以て真の涅槃処とし、非無想なるが為に内道を説く仏教において、なお、これを生死の境とする。
なお、鳩摩羅什による漢訳の『妙法蓮華経』序品では、三界の第2位に位置する色界の最高の天である色究竟天（しきくきょうてん、Akaniṣṭha）を「有頂天」としたことから、上記の仏教一般の説とは異なる見解を生んだのである。

## 俗語の転用
この有頂天から、俗語として「有頂天になる」という、とても強い喜びの状態を表す表現を生じた。